# Ceresiosaurus
Ceresiosaurus ist eine fossile Gattung wasserbewohnender Reptilien aus der mittleren und oberen Trias.

## Fundgeschichte
Das erste Ceresiosaurus-Fossil wurde 1931 am Monte San Giorgio im Süden der Schweiz entdeckt und durch den Schweizer Paläontologen Bernhard Peyer beschrieben. Bis zum Jahre 2004 wurden in diesem Gebiet acht weitere Exemplare gefunden. Es sind zwei Arten bekannt, Ceresiosaurus calcagnii und Ceresiosaurus lanzi. Der Name Ceresiosaurus bezieht sich auf den Ceresio, die italienische Bezeichnung des Luganersees, welcher sich am Fuße des Monte San Giorgios befindet.

## Systematik
Die Gattung Ceresiosaurus wird in die Gruppe der Nothosaurier eingeordnet. Die Gattung selbst ist umstritten, da es mit Lariosaurus (benannt nach Lario, dem Comer See) und Silvestrosaurus zwei sehr ähnliche Gattungen gibt.
Der Bau der Gliedmaßen von Ceresiosaurus unterscheidet sich jedoch stark von den anderen Gattungen was eine eigenständige Gattung rechtfertige. Olivier Rieppel schlug vor, dass Ceresiosaurus ein Synonym für Lariosaurus sei.

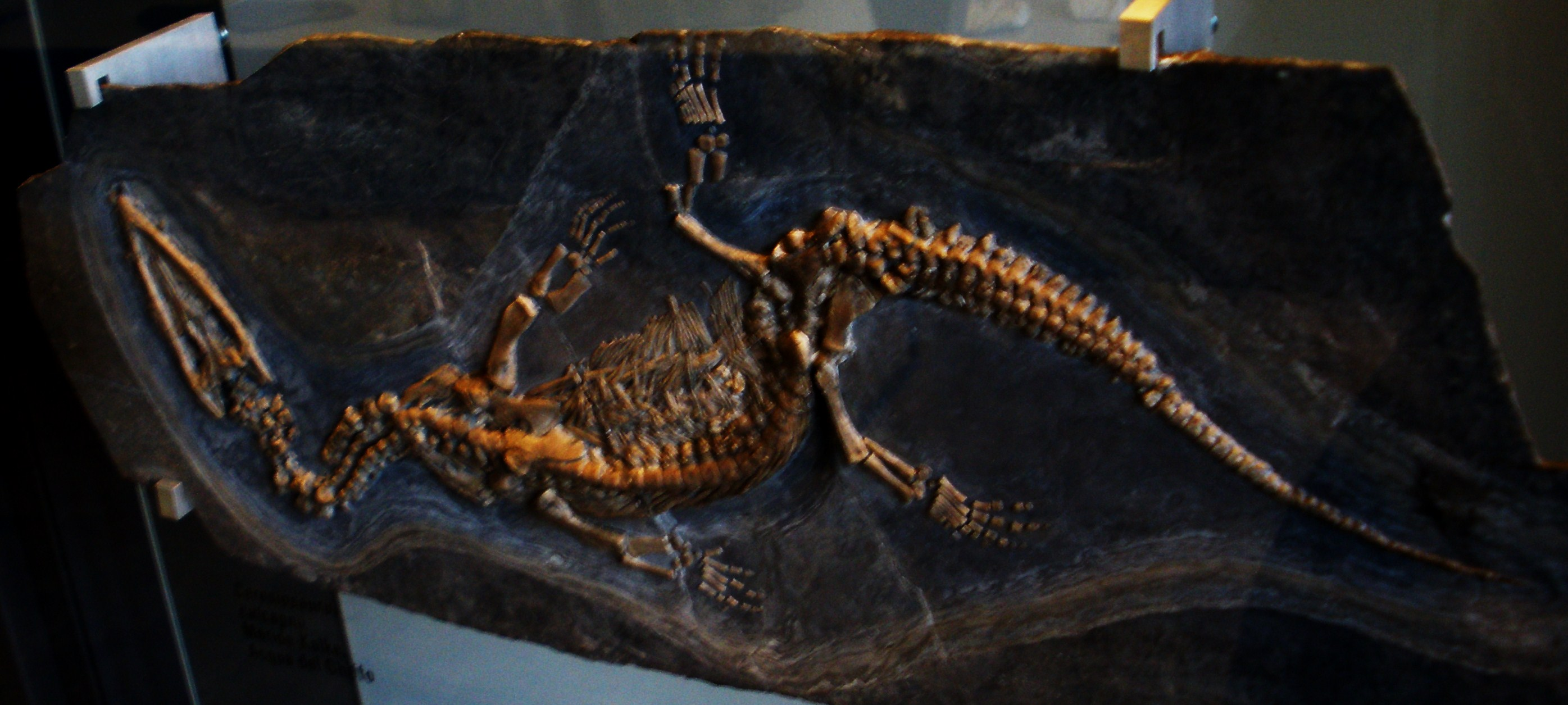
C. calcagnii-Fossil im Paläontologischen Museum Zürich

## Merkmale & Lebensweise
Die Vertreter von Ceresiosaurus lebten im mittleren Trias in Lagunen der Tethys in subtropischem Klima. Mit einer Länge von 2 bis 3 Metern waren sie eines der größten Wirbeltiere in diesem Ökosystem.
Ihr Körperbau war gut an das maritime Leben angepasst. Die Gliedmaßen sind zu Flossen geformt und weisen keine äußerlich sichtbaren Zehen mehr auf. Der Schädel ist der kürzeste aller Nothosaurier. Diese Eigenschaften sind bereits sehr ähnlich denen der später auftretenden Plesiosaurier.
C. calcagnii ist die ältere Art und besitzt massivere Wirbelkörper. Die jüngere Art C. lanzi war durch ein leichter gebautes Skelett ohne verdickten Rippen und einem kürzeren Schwanz besser an offeneres Wasser angepasst. Sie konnte tiefer tauchen und schneller schwimmen und dadurch andere Lebensräume erschließen.